# Tillbaks igen - Thomas Arnesen
Tillbaks igen är ett album på svenska med Thomas Arnesen som gavs ut 1997 av Sittel Music.

## Låtlista
1. Skuggorna runt slussen - Musik: Thomas Arnesen, Text: Thomas Lindroth
2. Ingens hund - Musik: Thomas Arnesen, Text: Thomas Lindroth
3. Tillbaks igen - Musik: Thomas Arnesen, Text: Thomas Lindroth
4. Älska mig hem - (Never make a move to soon) - S. Hooper, W. Jennings, Svensk text: Thomas Lindroth
5. Minnets monument - Musik: Thomas Arnesen, Text: Angela Melander
6. Vägen ner mot stranden - Musik: Thomas Arnesen
7. I parken tänds lyktor - (Backwater Blues) - Musik: Thomas Arnesen, Text: Thomas Lindroth
8. Du hör inte på - Musik: Thomas Arnesen, Text: Angela Melander
9. Backbeat Blues - Musik: Thomas Arnesen
10. Hjärtats tårar - Musik: Thomas Arnesen, Text: Angela Melander
11. Cecilias väska - Musik: Thomas Arnesen
12. Min ängel - (Hard times) - Musik: Ray Charles, Svensk text: Cecilia Mörk, Thomas Arnesen
13. Tusen volt - Musik: Thomas Arnesen, Text: Thomas Lindroth

## Musiker
Thomas Arnesen: sång, gitarrer, arrangemang, percussion, piano (1, 2, 8, 10, 13), orgelsynt (5)
Kjell Öhman: synt (1), B3 Hammond och piano (3, 4, 9, 11, 12)
John Högman: saxofoner (2, 4, 9, 12)
Bosse Broberg: trumpet (1, 2, 4, 5, 9)
Micke Stolt: bas (2, 5, 10, 13)
Martin von Schmalensee: bas (1, 3, 4, 8, 9, 11, 12)
Kjell Gustavsson: trummor (1, 3, 4, 8, 9, 11, 12)
Jamie Salazar: Trummor (2, 5, 10, 13)
Maggie Andersson, Monica Eriksson, Malin Sjöström-Carlberg, Elisabeth Oldgren: kör (8, 9)